# Pico do Arieiro
Pico do Arieiro (inna nazwa, oryg. port. Pico do Areeiro) – góra na wyspie Madera o wysokości 1818 m n.p.m., trzecia pod tym względem na archipelagu Madera (po Pico Ruivo i Pico das Torres). Zlokalizowana w łańcuchu górskim Maciço Central, na granicy trzech gmin: Câmara de Lobos, Santana i Funchal.

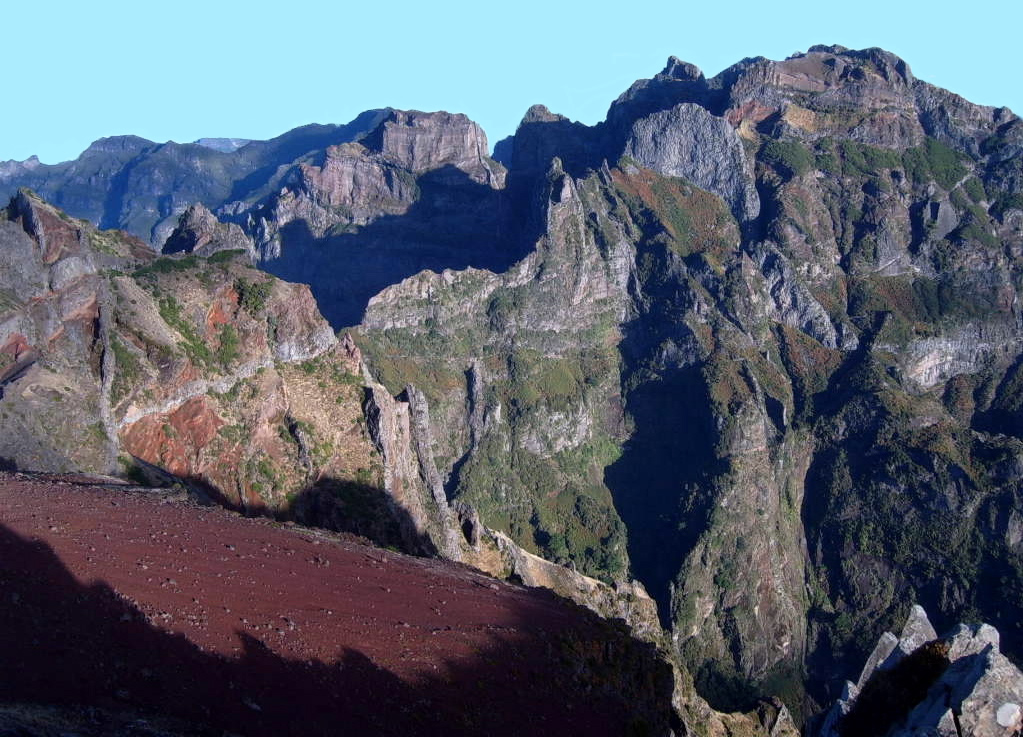
Widok z Pico do Arieiro

To najczęściej odwiedzany szczyt na wyspie (do 1000 osób dziennie), jest on bowiem dostępny samochodem, poprzez drogę regionalną ER 202, od przełęczy Paso do Poiso. W jego pobliżu znajdują się: stacja radarowa nr 4 Portugalskich Sił Powietrznych (wybudowana w 2011 r.), centrum turystyczne (Centro Freira da Madeira „Doutor Rui Silva”), kawiarnia, sklep z pamiątkami, toalety, punkt widokowy i płatny parking. Z Pico do Arieiro prowadzi szlak turystyczny PR1 „Vereda do Areeiro” na najwyższą górę archipelagu Madera i trzecią pod względem wysokości w Portugalii – Pico Ruivo. Trasa zajmuje 3,5 godziny, przecinając kilka tuneli wykutych w skałach. Osoby chcące ją pokonać powinny używać latarek i założyć odpowiednią odzież. Zimą okoliczne tereny mogą być pokryte śniegiem, dlatego są licznie odwiedzane przez mieszkańców wyspy oraz turystów. W pozostałe pory roku szczyt jest popularny wśród kolarzy szosowych wjeżdżających na niego z Funchal, bowiem wspinaczka z poziomu morza w tym mieście na wierzchołek Pico do Arieiro jest jedną z najtrudniejszych na świecie, z 1810 metrami przewyższenia na bardzo krótkim dystansie (w zależności od wariantu trasy – od 20 km do 22 km). W dni z dobrą widocznością (najczęściej wcześnie rano) ze szczytu można podziwiać inne części Madery, np. półwysep Ponta de São Lourenço, wieś Curral das Freiras (w „Dolinie Zakonnic”), a nawet pozostałe wyspy archipelagu maderskiego: Porto Santo i Ilhas Desertas. Na Pico do Arieiro panuje chłodny klimat śródziemnomorski, zaskakująco wilgotny jak na ten typ klimatu, ze względu na spore opady, z których duża część pochodzi z mżawki i mgły.